# Hylemera rebuti
Hylemera rebuti là một loài bướm đêm trong họ Geometridae.